# Imizu

Imizu (射水市 Imizu-shi?) este un municipiu din Japonia, prefectura Toyama.